# Hugo Mariano Pavone
Hugo Mariano Pavone (Tres Sargentos, 27 de març de 1982) és un futbolista argentí, que ocupa la posició de davanter.

## Trajectòria
Format a les categories inferiors del Boca Juniors, debuta professionalment amb l'Estudiantes de La Plata, equip en el qual romandria una dècada, dels quals set anys van ser al primer equip. La seua millor temporada va ser el Clausura 2005, on marca 16 gols, esdevenint el màxim golejador del torneig.
A l'any següent va mantindre el bon nivell, sent nomenat el millor jugador de l'Apertura 2006 pel diari Olé. Eixe any va baixar la seua marca golejadora, però va destacar per les assistències de gol als seus companys d'equip.
Al juny del 2007, i després de 51 gols en 172 partits, el davanter fitxa pel Reial Betis de la primera divisió espanyola per 6,8 milions d'euros.
No ha tingut tanta fortuna al conjunt sevillà com a Estudiantes. En la seua primera campanya, la 07/08, marca en 30 partits 8 gols, dels quals sis van ser entre novembre de 2007 i gener del 2008. A la campanya següent perd la seua condició de titular i tan sols marca en dues ocasions. Eixa temporada finalitza amb el descens del Betis a Segona Divisió.
Al mercat d'hivern de la temporada 09/10 es va negociar el seu fitxatge a la Calcio Catania, però l'acord es va anul·lar pel fet que Ewerthon no va incorporar-se a la disciplina bètica.
Durant l'estiu abans del començament de la temporada 2010-2011, el Betis el cedí a River Plate, per un any.

## Selecció
Pavone ha estat internacional amb l'Argentina en una ocasió, davant Xile a l'abril del 2007.